# Maria Pereira (cientista)
Maria Pereira (Leiria, 1986) é uma cientista portuguesa que inventou um adesivo que permite reparar corações de crianças com defeitos.

## Percurso
Licenciada em Ciências Farmacêuticas, pela Universidade de Coimbra, doutorou-se no Massachusetts Institute of Technology (MIT), nos EUA.
De seguida foi trabalhar como investigadora na empresa de biotecnologia Gecko Biomedical em Paris.
A 28 de dezembro de 2015 foi apresentada como mandatária nacional de Marcelo Rebelo de Sousa na sua candidatura às eleições presidenciais de 2016.

## Prémios e Reconhecimento
Foi premiada pela empresa farmacêutica Novartis, com o prémio de liderança da Novartis International Biotechnology Leadership Camp.
O MIT colocou-a, em 2014, na sua lista anual na qual dá destaque a inovadores e inventores com menos de 35 anos.
No início de 2015 foi distinguida pela Forbes como um dos 30 talentos mundiais promissores com menos de 30 anos. No mesmo ano, também a revista Time colocou-a na lista "líderes da proxima geração".

Em 2016, foi uma das cientistas portuguesas homenageadas no livro Mulheres na Ciência editado pelo Ciência Viva.

## Ligações Externas
- Developing the post-it of Surgery - Maria Pereira no Labiotech (inglês)
- Beyond stitches: shining light on tissue repair - Maria Pereira (inglês)